# Urojo

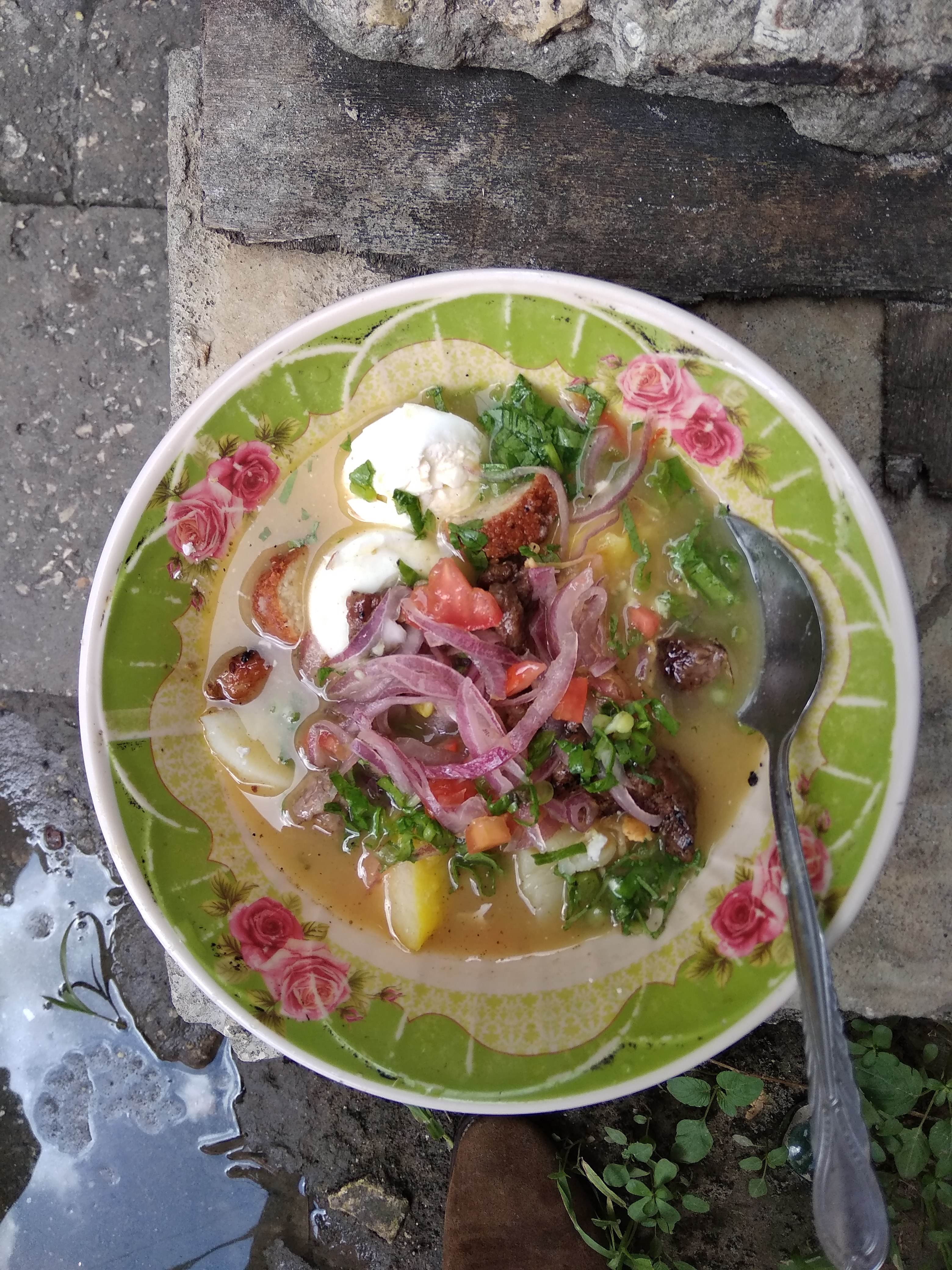
Ein Teller Urojo in einem Straßenverkauf in Stone Town, Sansibar, Tansania im November 2018

Urojo ist eine in Ostafrika beliebte Suppenspeise, deren Grundlage Weizenmehl, pürierte Mangos, Kartoffeln und das farbgebende, gelbe Kurkuma-Gewürz bilden. Wie viele Gerichte Ostafrikas ist Urojo indischen Ursprungs. Die genauen Zutaten wurden jedoch den örtlich in Ostafrika vorhandenen Gemüse- und Fruchtsorten angepasst.
Für breite Schichten der einheimischen Bevölkerung Tansanias, Kenias sowie angrenzender Länder und der ostafrikanischen Inseln im Indischen Ozean ist Urojo ein Alltagsgericht. In Städten wie Stone Town (Sansibar) und Daressalam ist es ein typisches Bild, dass Berufstätige während ihrer Mittagspause in und vor kleinen Suppenküchen Urojo zu sich nehmen. Der Name Urojo bedeutet auf Swahili dickes Gemisch.
Neben der heißen Grundsuppe werden verschiedene mit Wasser verdünnte kalte Chutneys gereicht, die mit der Suppe vermengt werden. Meist werden auch geröstete und getrocknete Maniokchips und Chili-Gewürz als Einlage der Suppe beigegeben.